# La regola dell'equilibrio
La regola dell'equilibrio è un romanzo giallo scritto da Gianrico Carofiglio e pubblicato da Einaudi nel 2014. Fa parte della serie I casi dell'avvocato Guerrieri, che conta altri quattro romanzi pubblicati da Sellerio. Inoltre, ha avuto due seguiti: La misura del tempo (2019) e L'orizzonte della notte (2024), pubblicati sempre da Einaudi.
Il romanzo si può considerare un giallo giudiziario o legal thriller, poiché è basato sull'evoluzione di un processo penale osservato dal punto di vista di un avvocato, il protagonista Guido Guerrieri. 

## Trama
Guido Guerrieri, avvocato a Bari, è ai ferri corti con la propria professione che ha accettato, senza veramente sceglierla.
L'incipit è molto esplicito in questo senso: Era forse il dieci di aprile. L'aria era fresca, tersa. Spirava una brezza profumata molto rara in città, il sole e la sua luce si spandevano liquidi su di noi e sulla facciata grigia del tribunale. Carmelo Tancredi e io eravamo vicini all'ingresso, chiacchieravamo. – A volte penso di smettere, – dissi appoggiandomi al muro. L'intonaco era scrostato e una ragnatela di piccole crepe si estendeva in modo preoccupante verso l'alto. – Smettere cosa? – mi chiese Tancredi togliendosi di bocca il sigaro. – Di fare l'avvocato.
Nella routine delle giornate passate tra aula, ufficio e casa, dove abita da solo, irrompe un cliente fuori del comune: un giudice in carriera, Presidente del Tribunale del riesame, ex compagno di università, sempre primo negli studi e nei concorsi. Un "Collaboratore di giustizia" lo sta accusando di aver preso 50.000 euro da un criminale, per "aggiustare" a suo favore il processo. Il giudice prega l'amico di approfondire - anche con mezzi illeciti - lo stato in cui si trova l'inchiesta. Le notizie sono gravi, la posizione del magistrato sembra pesantemente compromessa, ma - in aula - Guerrieri riuscirà a rintuzzare le accuse del pentito. Fino a quando - comprendendo a fondo lo scenario in cui si muovono i personaggi coinvolti - l'avvocato dovrà compiere una scelta, per conciliare deontologia professionale e etica personale: il lavoro di legale e il naturale senso di giustizia, che dovrebbe essere il fondamento stesso della legge. A fianco di Guerrieri troviamo la giovane Annapaola, ex cronista d'assalto, attualmente nel ruolo di investigatrice. Una ragazza dalle sembianze androgine, che gira in Harley Davidson, con una mazza da baseball nella sacca.

## Lo scrittore e il magistrato
Carofiglio è un magistrato che racconta la storia di un avvocato, che si trova a sostenere la difesa di un magistrato. In questo schema circolare sono evidenti la competenza tecnica relativa specialmente al processo penale, la conoscenza dei meccanismi d'aula e del modello legale, attraverso cui si amministra giustizia in Italia. Viene esposto, in modo comprensibile, il dilemma psicologico che si ripropone continuamente a Guerrieri: deve prevalere la procedura o la "Verità"? La risposta è duplice e ambigua: come l'artista di Fitzgerald, citato nel romanzo, Guerrieri "ha due idee opposte in testa e riesce a credere a entrambe contemporaneamente".

## Edizioni
- Gianrico Carofiglio, La regola dell'equilibrio, Stile libero Big, Einaudi, 2014,  p. 316, ISBN 9788806218126.